# 宋故彭十一娘墓
宋故彭十一娘墓，是位于中国福建省宁德市周宁县咸村镇川中村的一个宋代古墓葬，2012年入选周宁县第三批文物保护单位。
宋故彭十一娘墓始建于南宋建炎三年（1129年），墓葬坐东朝西，东西长8米，南北宽7米，平面呈椭圆形，被中线分为上下两坪，上坪建有长方形的须弥座墓丘，由辉绿岩砌成，墓丘前立有一通墓志铭碑刻，墓坪周围则围以花岗岩铺砌的圆形围壁。